# Lista över fartygsförkortningar
Detta är en lista över fartygsförkortningar som används i den maritima världen.
| Förkortning | Utläses             | Användning                                                                              |
| ----------- | ------------------- | --------------------------------------------------------------------------------------- |
| HSC         | High-speed craft    | Snabbgående fartyg                                                                      |
| M/F         | Motor Ferry         | Motordrivet fartyg i färjetrafik. Exempelvis M/F Lindön som går i trafik på Göta kanal. |
| M/S         | Motor ship          | Motordrivet fartyg.                                                                     |
| M/V         | Motor vessel        | Mindre motordriven båt.                                                                 |
| M/Y         | Motor Yacht         | Motorjakt.                                                                              |
| N/S         | Nuclear ship        | Atomdrivet fartyg.                                                                      |
| s/s         | Screw steamer       | Propellerångare eller äldre skruvångfartyg.                                             |
| S/S         | Steam ship          | Ångdrivet fartyg.                                                                       |
| S/V         | Sailing vessel      | Segelfartyg.                                                                            |
| S/Y         | Sailing Yacht       | Segeljakt.                                                                              |
| T/T         | Turbin Tanker       | Turbindriven tanker.                                                                    |
| M/T         | Motor Tanker        | Motordriven tanker.                                                                     |
| R/V         | Research vessel     | Forskningsfartyg.                                                                       |
| T/S         | Tall ship           | Segelfartyg.                                                                            |
| MS/Y        | Motor Sailing Yacht | Motorseglare.                                                                           |

| Förkortning | Utläses                                                                 | Beskrivning                                                                      |
| ----------- | ----------------------------------------------------------------------- | -------------------------------------------------------------------------------- |
| ARA         | Armada Republica Argentina                                              | Fartyg tillhörande den argentinska flottan                                       |
| HMAS        | His/Her Majesty's Australian Ship                                       | Fartyg tillhörande den kungliga australiensiska flottan                          |
| HMBS        | His/Her Majesty’s Bahamian Ship                                         | Fartyg tillhörande den kungliga bahamiska flottan                                |
| BNS         | Bangladesh Naval Ship                                                   | Fartyg tillhörande den bangladesiska flottan                                     |
| HMBS        | His/Her Majesty's Barbadian Ship                                        | Fartyg tillhörande den kungliga barbadensiska flottan                            |
| BNS         | Belgium Naval Ship                                                      | Fartyg tillhörande den belgiska flottan                                          |
| ARB         | Armada de Republica Boliviana                                           | Fartyg tillhörande republiken Bolivias flotta                                    |
| NAE         |                                                                         |                                                                                  |
| KDB         | Kapal di Raja Brunei                                                    | Fartyg tillhörande den kungliga bruneiska flottan                                |
| BGS         | Bulgarian Navy Ship                                                     | Fartyg tillhörande den bulgariska flottan                                        |
| HMCS        | His/Her Majesty's Canadian Ship                                         | Fartyg tillhörande den kungliga kanadensiska flottan                             |
| NCSM        | Fransk variant på HMCS                                                  |                                                                                  |
| CCGS        | Canadian Coast Guard Ship                                               | Fartyg tillhörande den Kanadensiska kustbevakningen                              |
| BACH        |                                                                         |                                                                                  |
| ARC         | Armada Republica Colombia                                               | Fartyg tillhörande republiken Colombias flotta                                   |
| CIPPB       | Cook Islands Pacific Patrol Boat                                        | Patrullbåt från Cooköarna                                                        |
| HRM         | Hrvatska Ratna Mornarica                                                |                                                                                  |
| HDMS        | His/Her Danish Majesty Ship                                             | Fartyg tillhörande den kungliga danska flottan                                   |
| BAE         | Buque de Armada Ecuador                                                 | Fartyg tillhörande Ecuadors flotta                                               |
| LAE         | Ecuador Coast Guard                                                     | Fartyg tillhörande Ecuadors kustbevakning                                        |
| ENS         | Egyptian Naval Ship                                                     | Fartyg tillhörande den egyptiska flottan                                         |
| RFNS        | Republic of Fiji Naval Ship                                             | Fartyg tillhörande Republiken Fijis flotta                                       |
| FNS         | Finnish Navy Ship                                                       | Fartyg tillhörande den finländska flottan                                        |
| FS          | French Ship                                                             | Franskt fartyg                                                                   |
| GGS         |                                                                         |                                                                                  |
| FGS         | Federal German Ship                                                     | Federalt Tyskt skepp                                                             |
| HS          | Hellenic Ship                                                           | Greklands flotta En benämning av NATO som används i international kommunikation. |
| GDFS        | Guyanan Defense Forces Ship                                             | Fartyg tillhörande den guyanska försvarsmakten                                   |
| INS         | Indian NavyShip                                                         | Fartyg tillhörande den indiska flottan                                           |
| KRI         | Kapal diRepublik Indonesia                                              | Fartyg tillhörande republiken Indonesiens flotta                                 |
| IRIS        | Islamic Republic of Iran Ship                                           | Fartyg tillhörande den islamiska republiken Iran                                 |
| LE          | Irish Ship (Long Eirennach)                                             | Irländskt fartyg                                                                 |
| INS         | Israeli Naval Ship                                                      | Fartyg tillhörande den israeliska flottan                                        |
| GDF         | Guardia di Finanza (Italian Customs Police, AntiDrugs-Smuggling Checks) | Tullmyndigheter Italiens                                                         |
| NAVE        | Nave di Marina Militare Auxiliary                                       | Fartyg tillhörande den militära hjälpflottan                                     |
| NMM         | Nave di Marina Militare                                                 |                                                                                  |
| HMJS        | His/Her Majesty's Jamaican Ship                                         | Fartyg tillhörande den kungliga jamaicanska flottan                              |
| JDS         | Japanese Defense Ship                                                   | Fartyg tillhörande den japanska försvarsmakten                                   |
| KNS         | Kenyan Naval Ship                                                       | Fartyg tillhörande den kenyanska flottan                                         |
| RKS         | Republic of Kiribati Ship                                               | Fartyg tillhörande republiken Kiribati                                           |
| KD          | Kapal Diraja                                                            |                                                                                  |
| RMIS        | Republic of Marshall Islands Ship                                       | Fartyg tillhörande republiken Marshallöarna                                      |
| FSS         | Federated States Ship                                                   | Fartyg tillhörande de federala staterna                                          |
| NFR         | ??                                                                      |                                                                                  |
| Hr Ms       | Harer Majesteits                                                        |                                                                                  |
| HNLMS       | His/Her Netherlands Majesty's Ship                                      | Fartyg tillhörande den kungliga nederländska flottan                             |
| HMNZS       | His/Her Majesty's New Zealand Ship                                      | Fartyg tillhörande den kungliga nyzeeländska flottan                             |
| NNS         | Nigerian Navy Ship                                                      | Fartyg tillhörande den nigerianska flottan                                       |
| KNM         | Norwegian Navy Ship                                                     | Fartyg tillhörande den kungliga norska flottan                                   |
| KV          | Norwegian Coast Guard Ship                                              | Fartyg tillhörande det kungliga norska kustförsvaret                             |
| SONV        | Sultanate Naval Vessel                                                  | Fartyg tillhörande sultanatets flotta                                            |
| ROPCG       | Royal Oman Police Coast Guard                                           | Fartyg tillhörande den kungliga omanska kustbevakningen                          |
| PNS         | Pakistan Naval Ship                                                     | Fartyg tillhörande den pakistanska flottan                                       |
| PSS         | Palau States Ship                                                       | Fartyg tillhörande Palau                                                         |
| HMPNGS      | His/Her Majesty's Papua New Guinea Ship                                 | Fartyg tillhörande kungliga Papua Nya Guineas flotta                             |
| BAP         | Buque Aramada Peruana                                                   | Fartyg tillhörande den peruanska flottan                                         |
| RPS         | Republic of Philippines Ship                                            | Fartyg tillhörande republiken Filippinernas flotta                               |
| ORP         | Okrety Rzeczpospolita Polskiej                                          | Fartyg tillhörande den polska flottan                                            |
| NRP         | Navio da República Portuguesa                                           | Fartyg tillhörande republiken Portugals flotta                                   |
| QENS        | Qatar Emiri Naval Ship                                                  | Fartyg tillhörande emiren av Quatars flotta                                      |
| ROS         |                                                                         |                                                                                  |
| RFS         | Russian Federation Ship                                                 | Fartyg tillhörande Ryska federationen                                            |
| SCGS        | Seychelles Coast Guard Ship                                             | Fartyg tillhörande Seychellerns kustbevakning                                    |
| RSS         | Republic of Singapore Ship                                              | Fartyg tillhörande republiken Singapores flotta                                  |
| RSIPV       | Royal Solomon Islands Police Vessel                                     | Fartyg tillhörande kungliga Salomonöarnas flotta                                 |
| SAS         | South African Ship                                                      | Fartyg tillhörande den sydafrikanska flottan                                     |
| ROKS        | Republic of Korea Ship                                                  | Fartyg tillhörande den sydkoreanska flottan                                      |
| SPS         | Spanish Naval Ship                                                      | Fartyg tillhörande den spanska flottan                                           |
| SLNS        | Sri Lanka Naval Ship                                                    | Fartyg tillhörande den lankesiska flottan                                        |
| SMS         | Seiner Majestät Schiff                                                  | Fartyg tillhörande kejserliga tyska flottan (1871-1918)                          |
| H(SW)MS     | His/Her Majesty's Swedish Ship                                          | Fartyg tillhörande den kungliga svenska flottan                                  |
| ROCS        | Republic of China Ship                                                  | Fartyg tillhörande den taiwanesiska flottan                                      |
| HTMS        | His Thai Majesty's Ship                                                 | Fartyg tillhörande den kungliga thailändska flottan                              |
| VOEA        | Vaka Oe Ene Afio                                                        |                                                                                  |
| TTS         | Trinidad & Tobago Ship                                                  | Fartyg tillhörande Trinidad & Tobagos flotta                                     |
| RTNS        | Royal Tunisian Naval Ship                                               | Fartyg tillhörande tunisiska flottan                                             |
| TCG         | Türkiye Cumhuriyeti Genisi or Republic of Turkey Ship                   | Fartyg tillhörande republiken Turkiets flotta                                    |
| HMTSS       | His/Her Majesty's Tuvalu Surveillance Ship                              | Fartyg tillhörande kungliga Tuvalus flotta                                       |
| UPS         |                                                                         |                                                                                  |
| HMS         | Her/His Majesty's Ship                                                  | Hans/Hennes Majestäts Fartyg                                                     |
| RCLV        | Royal Corps of Logistics Vessel                                         | Fartyg tillhörande kungliga logistiktrupperna                                    |
| RFA         | Royal Fleet Auxiliary                                                   | Fartyg tillhörande kungliga brittiska hjälpstyrkorna                             |
| RMAS        | Royal Maritime Auxiliary Service                                        |                                                                                  |
| RRS         | Royal Research Ship                                                     | Kungligt forskningsfartyg                                                        |
| HMT         | His/Her Majesty's Tug                                                   | Kunglig bogserbåt                                                                |
| HMAV        | His/Her Majesty's Army Vessel                                           | Kungligt armefartyg                                                              |
| HMHS        | His/HerMajesty's Hospital Ship                                          | Kungligt sjukhusskepp                                                            |
| USS         | United States Ship                                                      | Örlogsfartyg tillhörande Förenta staternas flotta med militär besättning         |
| USNS        | United States Naval Ship                                                | Fartyg tillhörande Förenta staternas flotta med civil besättning                 |
| USCGC       | United States Coast Guard Cutter                                        | Kustbevakningskutter tillhörande Förenta staterna                                |
| USACE       | US Army Corps of Engineers                                              | Fartyg tillhörande Förenta staternas arméingenjörstrupper                        |
| ROU         | República Oriental del Uruguay                                          | Fartyg tillhörande Uruguays flotta                                               |
| RVS         | Republic of Vanuatu Ship                                                | Fartyg tillhörande republiken Vanuatu                                            |
| ARBV        | Armada de la Republica Bolivariana de Venezuela                         | Fartyg tillhörande republiken Venezuelas flotta                                  |

## Övriga förkortningar
| Förkortning | Utläses            | Beskrivning                                        |
| ----------- | ------------------ | -------------------------------------------------- |
| RMS         | Royal Mail Steamer | Fartyg tillhörande brittiska kungliga postfartygen |